# Microsoft Azure
Microsoft Azure («Майкрософт Ежур»), часто згадується просто як Azure — хмарна платформа та інфраструктура корпорації Microsoft, призначена для розробників застосунків хмарних обчислень (англ. cloud computing) і покликана спростити процес створення онлайнових додатків.

## Історія
Корпорація Microsoft представила платформу Windows Azure 27 жовтня 2008 року.
Microsoft Azure дозволяє розгортати додатки як за допомогою Microsoft .NET і Visual Studio, так і за допомогою інших інструментів. Платформа працює на серверах Microsoft, доступ до неї можна отримати за протоколами HTTP, Representational State Transfer (REST), WS-* і Atom Publishing Protocol (AtomPub).
Платформа Azure Services Platform включає п'ять основних компонентів. Це сама операційна система Windows Azure, що керує дисковим простором, додатками і мережами, і Microsoft SQL Services для роботи з базами даних. Також в платформу входять Microsoft .NET Services, Live Services, і бізнес-компонент, що включає Microsoft SharePoint Services і Microsoft Dynamics CRM Services.
Концепція хмарних обчислень — це використання обчислювальних потужностей, дискового простору і каналів зв'язку «обчислювальної хмари» для виконання трудомістких завдань. Навантаження між комп'ютерами, що входять в цю хмару, розподіляється автоматично. Більшість хмарних застосунків працюють у браузері.
На момент оголошення, розробка Windows Azure, за словами представників Microsoft, все ще перебуває на ранній стадії. Очікується, що можливості системи будуть значно розширені. Крім того, всі сервіси для Windows Azure повинні бути побудовані на базі наперед заданих шаблонів, хоча Microsoft планує незабаром значно збільшити їхню кількість, а також дозволити створювати застосунки, які не вписуються в шаблони.
За оцінками аналітиків, анонс Azure є «захисним маневром», щоб нинішні клієнти Microsoft, які користуються її серверами й іншими продуктами, не переходили на хмарні рішення від таких компаній, як Amazon чи IBM, що вже надають низку сервісів для зберігання даних і обчислювальні потужності «в хмарі».
У грудні 2009 Microsoft об'єднав існуючі підрозділи, що займалися Windows Server та Azure, в один Server & Cloud Division (SCD).

## Побудова
Платформа виготовлена з групи із трьох технологій, що забезпечують спеціалізований набір можливостей для розробників. Більше того, платформу Windows Azure можна використовувати в додатках, що працюють локально на комп'ютерах користувачів і додатків, які працюють в хмарі.
Платформа Windows Azure складається з таких компонентів:
1. Windows Azure — надає середовище виконання для додатків, заснованих на операційних системах, та на Windows Server, а також місця для зберігання даних. Система працює на віртуальних машинах за допомогою, аналогічної технології Hyper-V.
2. Обчислення — відповідає за обчислення розміщення додатків.
3. Зберігання — відповідає за зберігання даних в хмарі.
4. SQL Azure — надає можливість використовувати реляційну базу даних для запуску в хмарі.

Платформа Windows Azure AppFabric — компонент, який забезпечує додаткову функціональність у вигляді послуг.

## Створення програм
На додаток до технології .NET при створенні програм для Azure можуть використовуватися такі технології, як Java, PHP, C / C++ або Python.[джерело?]
Важливим компонентом є SDK емулятор хмари. Застосунок працює на емуляторі, він має доступ до бібліотек, зареєстрованих у місцевому глобальному кеші збірок (GAC), для реєстрації та конфігурації комп'ютера. Ці послуги доступні не на фактичній платформі. Емулятор дозволяє запам'ятовувати діагностичну інформацію на консолі або використовувати Windows Azure Diagnositcs . Уся[яка?] інформація зберігається в спеціальній таблиці в Windows Azure Storage. Всі екземпляри, що працюють на емуляторі, мають привілеї адміністратора і ті, які працюють на платформі є силою[що?] стандартного користувача Windows. Емулятор неповною мірою відображає поведінку балансування навантаження, використовувану на Windows Azure Platform.

## Сервіси
Список сервісів Azure налічує більш ніж 600 різних, деякі з них перераховані нижче.

### Зберігання даних
- Служби зберігання даних надають REST та SDK API для зберігання та доступу до даних у хмарі.
- Table Service надає можливість програмам зберігати структурований текст у розподілених колекціях, доступ надається за ключем розділу та первинним ключем. Є NoSQL (не-реляційною) базою даних.
- Blob Service дозволяє зберігати неструктурований текст та бінарні дані як blob'и, які доступні за HTTP(S) адресою. Blob service також надає способи контролю доступу до даних.
- Queue Service забезпечує асинхронну комунікацію для програм за допомогою повідомлень-запитів.
- File Service надає доступ до даних у хмарі через REST API або SMB протокол[4].

### Безконтактні сенсорні контролери
В 2019 році компанія Microsoft випустила безконтактний сенсорний ігровий контролер Azure Kinect Developer Kit, який мав покращену камеру, мікрофони та інші сенсори. Цей комплект був призначений для розробників, які прагнули використовувати технологію Kinect у своїх проєктах з використанням хмарної платформи Microsoft Azure. Виробництво Azure Kinect Developer Kit тривало до серпня 2023 року, тобто до часу, коли компанія Microsoft оголосила про припинення його виробництва через зміну потреб клієнтів та партнерів.

### Машинне навчання
- Сервіс Microsoft Azure Machine Learning (Azure ML) є частиною Cortana Intelligence Suite, що дозволяє взаємодію з даними з використанням природної мови і усно за допомогою Cortana[7].
- Сервіс Azure Quantum Elements, що працює на базі ШІ, здійснив наукове відкриття, яке пов'язане з підбором матеріалів для батарей, який зробив би їх набагато ефективнішими, ніж літій-іонні аналоги. Загалом було опрацьовано 32,6 млн різних речовин. ШІ-алгоритм спочатку залишив тільки 500 000 матеріалів, а в підсумку тільки — 18. Пізніше експерти з Тихоокеанської північно-західної національної лабораторії з матеріалів, запропонованих ШІ, вибрали один — з'єднання літію і натрію в співвідношенні 30 до 70. Тести показали, що акумулятор із літію та натрію, який отримав назву CR2032, працює справно, не перегріваючись, що вказує на його безпеку[8][9].

## Конкуренти
- Amazon Web Services
- Engine Yard
- Google App Engine
- Heroku
- Force.com
- Skytap
- VMware
- Rackspace Cloud
- GoGrid